# 金東仁
金 東仁（きん とうじん、1900年10月2日 - 1951年1月5日）は、朝鮮の小説家である。自然主義作家。歴史小説家。本貫は全州金氏。号は琴童または春士。政治家で元国会副議長の金東元は腹違いの兄。
金東仁の描写法は、作家の主観とか賢言が省かれた客観と正確を試み、李光洙の文章には見られなかった洗練されたものを匂わせている。

## 略歴
1900年10月2日、平壌の上需里で生まれる。父の金大潤は大地主であり、篤信なキリスト教徒であった。1914年に東京へ留学。東京学院の中学部へ入るが、当学校が閉鎖になり、翌年仕方なく、明治学院中学部の2年に編入した。東京では、日本語に翻訳された探偵小説を読みふけり、夏目漱石、有島武郎、谷崎潤一郎に影響を受けた。
1918年、17歳で結婚。朱耀翰、田栄沢、崔承萬、金煥らと意気投合して、1919年に2月に韓国最初の同人誌「創造」を発刊。1919年に帰国。女遊びに溺れるも、『馬鈴薯』『明文』などの名作を発表し、その才気をひけらかした。金は比較的豊かな生活を送っていたが、事業の失敗と1927年に妻が土地を売り払って家出し、そのショックで不眠症になる。1930年に再婚するも不眠症はひどくなり、薬の影響で身体が弱ってしまう。1945年8月の開放の時はその感激で一時回復するが、再び倒れる。1951年1月5日、朝鮮戦争のさなかに死去した。
死後は親日反民族行為者に認定された。

## 年譜
- 1900年10月2日、平安南道平壌の上需里に生まれる。
- 1912年、12歳でミッションスクールの崇徳小学校を卒業。
- 1913年、崇実中学校中退。
- 1914年、渡日。東京学院中学部に入学。
- 1915年、明治学院中学部2年に編入学。
- 1917年、明治学院中学部卒業。父の死亡で帰国。
- 1918年4月、金恵仁と結婚。渡日して川端画学校に入学。
- 1919年2月、同人誌「創造」発刊。
- 1919年3月、川端画学校を中退、帰国。
- 1919年3月26日、出版法違反で禁固刑（6月26日まで）
- 1920年、長男、日煥が生まれる。
- 1923年、長女、玉煥が生まれる。
- 1924年8月、「創造」の後身である「霊台」を主宰発刊する。
- 1926年、事業に失敗し、京城（現ソウル）の中学洞で下宿生活。
- 1927年、夫人の金恵仁が家出。
- 1928年、映画興行に手をつける。
- 1930年4月、金瓊愛と再婚。
- 1931年、次女、柔煥が生まれる。
- 1932年、朝鮮日報の学芸部長を40日間務める。
- 1933年、母が死去。
- 1935年、三女、妍煥が生まれる。
- 1939年、朴英熙、林学洙らと「北支皇軍慰問」に同意、満州へ行く。
- 1942年、天皇不敬罪で3ヶ月入獄。次女の柔煥が死去。
- 1947年、城東区弘益洞353番地に移る。
- 1948年、三男、天明が生まれる。動脈硬化症で病床につく。
- 1951年1月5日、死去。

## 主要作品一覧
短・中篇小説

- 弱한 者의 슬픔(1910)
- 마음이 옅은 者여(1920)
- 배따라기(1921)
- 유성기(1921)
- 딸의 業을 이으려(1921)
- 專制者(1921)
- 눈을 겨우 뜰 때(1923)
- 이 盞을(1923)
- 笞刑(1923)
- 遺書(1924)
- 거츠른 터(1924)
- 시골 黃 서방(1925)
- 明文(1925)
- 감자(1925)
- 눈보래(1925)
- 정희(1925)
- 女人(1929)
- 송동이(1929)
- 포플라(1930)
- 狂炎 쏘나타(1930)
- 信仰으로(1930)
- 狂畵師(1930)
- 발가락이 닮았다(1931)
- 大陽地 아주머니(1938)
- 巨人은 움직인다(1935)
- 金姸實傳(1939)

長編小説
- 雲峴宮의 봄(1933)
- 帝星臺(1938)
- 罰番半年
- 村家의 龍
- 남의 마누라
- 大首陽
- 月山 따른 地女
- 해지는 地平線
- 젊은 그들
- 甄萱
- 白馬江
- 안 돌아오는 使者

評論
- 近代小說考(1929)
- 春園硏究(1938)

## 日本語で読める作品
- 申建訳「赭い山 －或る医師の手記ー」『朝鮮小説代表作集』教材社、1940年
- 青山秀夫訳「さつまいも」『朝鮮短篇小説選集』大学書林、1981年
- 長璋吉訳「甘藷」『朝鮮短篇小説選』岩波書店、1984年
- 長璋吉訳「笞刑」『朝鮮短篇小説選』岩波書店、1984年
- 安宇植訳「明文」『集英社ギャラリー世界の文学20 中国・アジア・アフリカ』集英社、1991年
- ONE KOREA 翻訳委員会編訳「甘藷（いも）」『そばの花の咲く頃 日帝時代民族文学対訳選』新幹社、1995年

## その他
- 東仁文学賞